# Конститусьон (Буэнос-Айрес)
Конститусьон — один из районов Буэнос-Айреса. Район ограничен проспектом Независимости, улицами Авенида Касерос и Авенида Энтре-Риос. Он граничит на севере с районом Монсеррат, на востоке с районом Сан-Тельмо, на юге с районом Барракас и на западе с районами Парке-Патрисьос и Сан-Кристобаль.

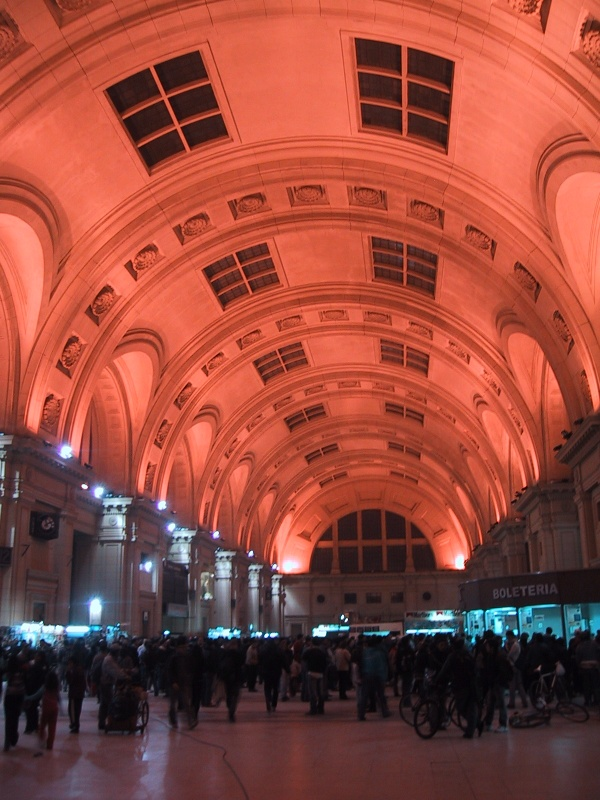
вокзал Конститусьон

В районе расположен вокзал «Конститусьон», так как именно с этого железнодорожного вокзала, отправляются большинство поездов в южном направлении от города. В границах Большого Буэнос-Айреса расположены станции: La Plata, Glew, Alejandro Korn, Ezeiza, Cañuelas. Рядом с железнодорожным вокзалом расположен одноимённый автовокзал. Большинство автобусных маршрутов до выезда из города совпадают с автобусным маршрутом 60. Также в этом месте расположена станция метро Конститусьон линии C.

## Границы
Указ города № 2329, принятый 10 мая 2007 года, определил границы коммун и района Конститусьон. Этот указ определил границы района, после отмены указа № 2094 от 21 сентября 2006 года.
Район был ограничен в следующих пределах: проспектом Независимости, улицами Авенида Касерос и Авенида Энтре-Риос.
Площадь района составляет около 2,11 км2 и около 41894 жителей в соответствии с переписью 2001 года, плотность населения 19 854,9 жителей/км2.

## История

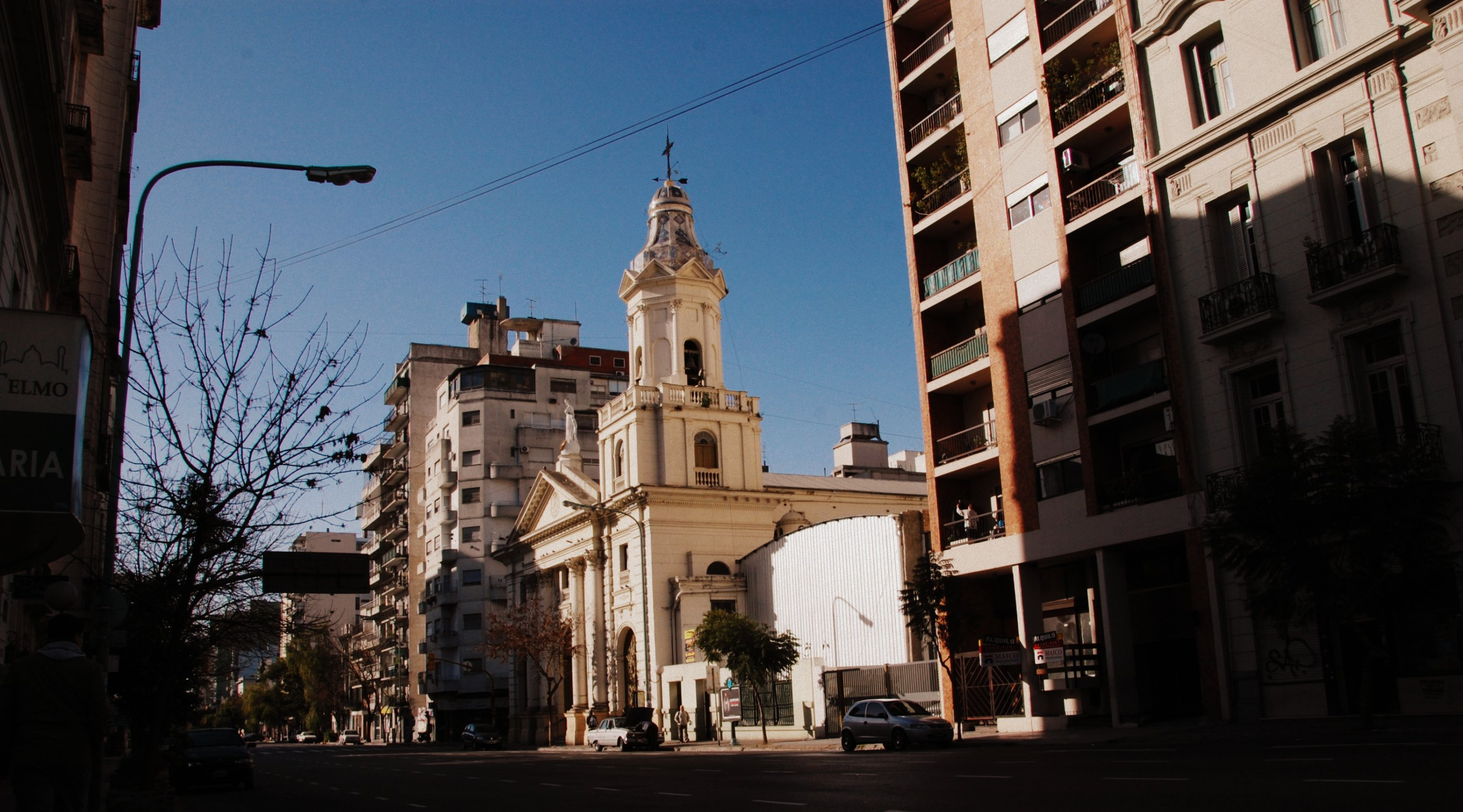
Церковь Непорочного зачатия.

Окрестности района Конститусьон состоят из двух частей, которые возникли независимо в колониальные времена: часть района названа в честь Непорочного зачатия Девы Марии и другая часть названа в честь первой больницы города Bethlemitas, или как её называли горожане «выздоровления».
История района начинается с 1727 года, когда стараниями епископа города Педро Факсардо, губернатор Рио-де-ла-Плата Бруно Маурисио де Савала, издал указ о безвозмездной передаче земли в границах существующих улиц и Tacuarí под строительство часовни. В 1733 году часовня была построена. Святыми покровителями часовни стали Архангел Михаил и Богоматерь. В 1738 году Матиас Флорес и его жена купили землю, прилегающую к часовне, и передали её церкви. На этой земле было основано Братство Непорочной Девы Марии. На 1769 год братство занимало территорию в окрестностях действующего района Конститусьон, а также части района Сан-Тельмо.
В нескольких метрах от церкви Непорочного Зачатия находится Пласа-де-ла-Консепсьон. В первые годы XIX века на этой площади располагался транспортный узел. Из центра города телеги шли сюда, и к 1821 году Пласа-де-ла-Консепсьон стала новым рынком. Расположение места было идеальным, поскольку она непосредственно связана с Южной Калла Ларга, в настоящее время через площадь проходит улица Авенида Монтес де Ока.

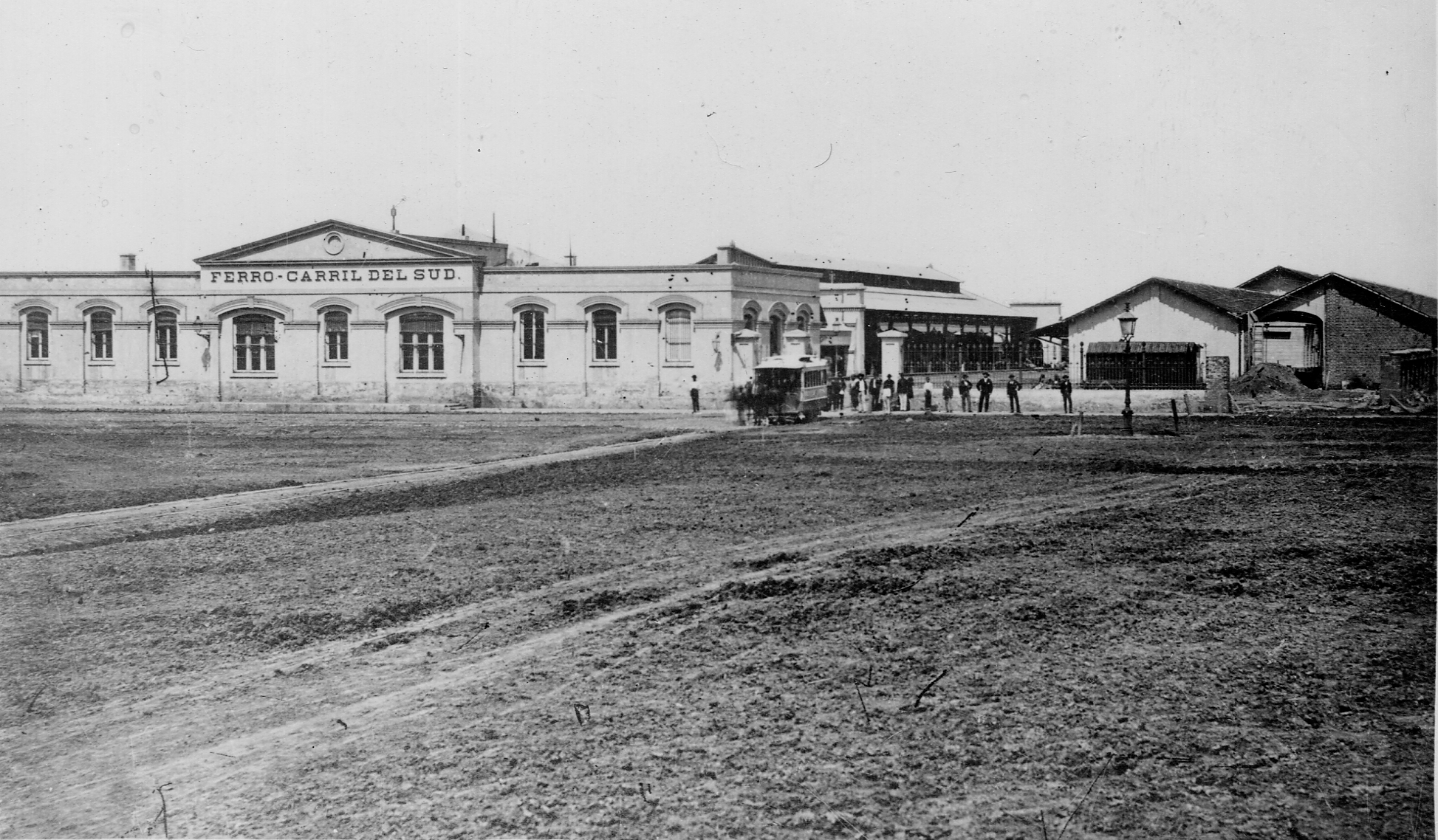
Вокзал Конститусьон. (1865 год)

Более того, в конце XVIII века была основана больница Bethlemitas (или «выздоровления»), название которой было дано примерно на том основании, что в городе вообще не было ни одной больницы (сегодня это госпиталь Asilo Rawson), пациентов которой стали называть «выздоравливающие». Однако, этот район практически не развивается до середины XIX века, и на территории нынешней площади Пласа-де-ла-Консепсьон было чистое поле.
Во время президентства Хуана Мануэля де Росаса был основан парк Parque España, рядом с больницей выздоровления, место было выбрано Эстебаном Эчеверриа, где федералисты совершали убийства либералов. В 1852 году на месте нынешней площади Пласа-Гарай, Росас подписал капитуляцию после битвы при Касеросе.
В 1857 году, в связи с пробками, вызываемыми большим количеством повозок следующих на рынок на площади Консепсьон, губернатор Пастор Облигадо постановил, организовать новый рынок в южной части города. Вскоре после переноса части рынка, площадь была названа в честь Конституции Буэнос-Айреса, подписанной президентом Ипполито Ирригойеном в 1854 году, и в дальнейшем это название получил весь район вокруг площади.

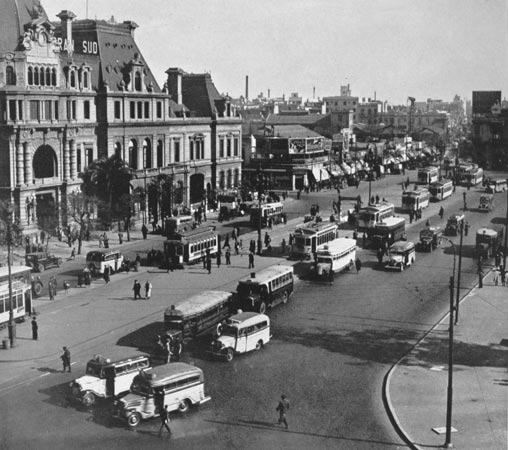
Трамвайное и автобусное движение на площади Пласа-де-ла-Консепсьон. (1936 год)

14 августа 1865 был построен первый участок Южной железной дороги (ныне Ferrocarril Roca), который начался от станции Конститусьон, и в том же году достиг станции Чакомус.
В 1884 году мэр Буэнос-Айреса Торквато де Альвеар предложил преобразовать рынок на площади, в результате чего по восточной части площади стал ходить транспорт, а противоположная сторона осталась рынком. С 1 января 1887 года был открыт новый вокзал Конститусьон Южной железной дороги, роскошное здание полностью изменило внешний вид района. Начиная с 30 октября 1892 года площадь Пласа-де-ла-Консепсьон начала меняться силами общественности. Её украсили деревья и созданы несколько экзотических гротов рядом с поддельными руинами заброшенного замка, которые были снесены несколько десятилетий спустя.

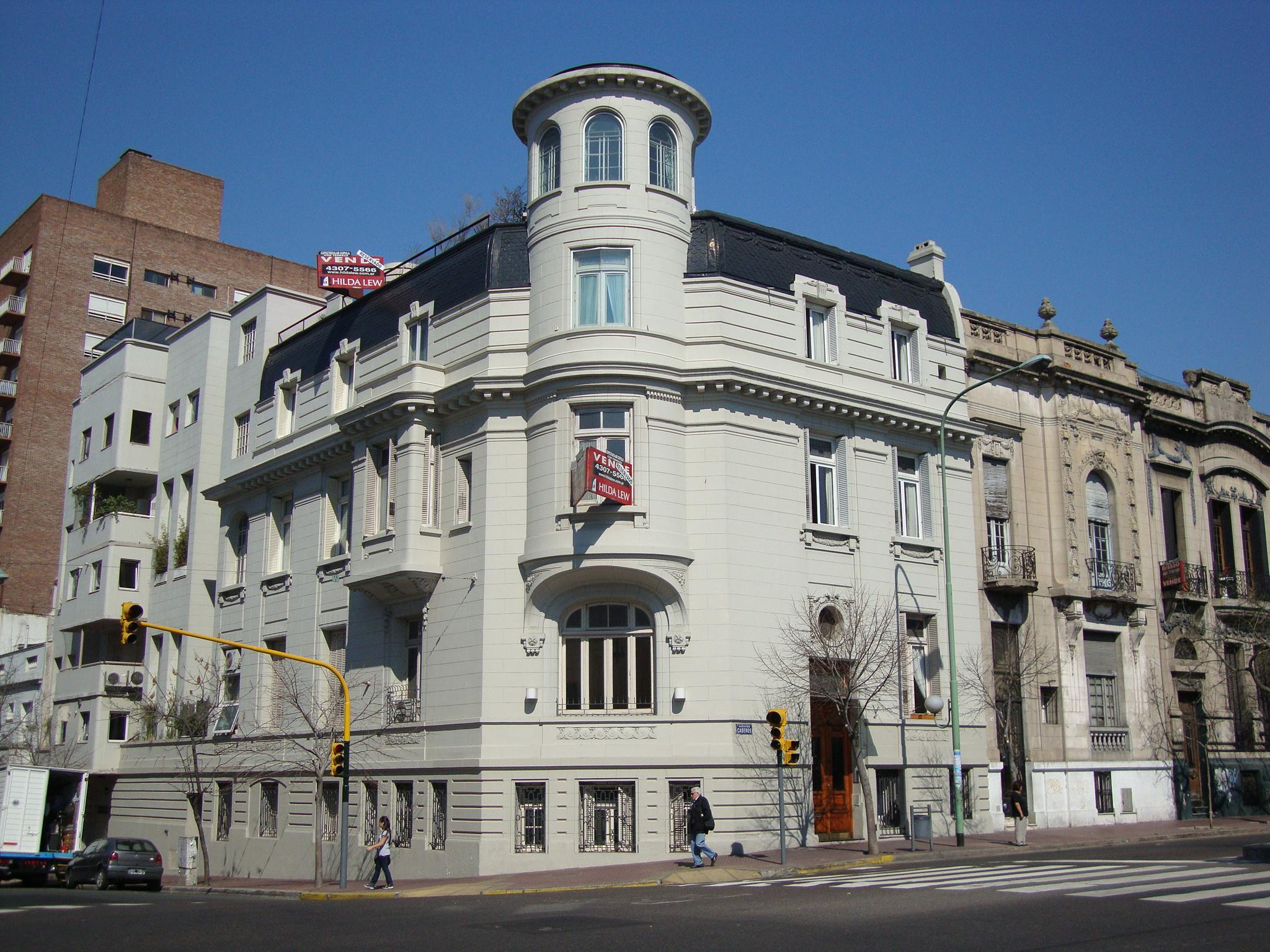
Аристократический особняк на Авенида Касерос.

Район Конститусьон и его история тесно связана с оптовиками, которые были первыми покупателями земли, приобретавшими большие участки для постройки складов и магазинов. Наряду со строительством домов, активно строятся продуктовые магазины и магазины одежды. Также стали появляться так называемые «pirigundines», места, где можно было танцевать, выпить и провести ночь с женщиной, что привлекало посетителей.
В конце XIX века в городе произошёл демографический взрыв, и строительство распространилось по всей области, люди занимали землю, пока через несколько лет не осталось свободного места. В это время уже строились многоквартирные дома и отели, и даже высококлассные особняки на Авенида Касерос, Пласа-де-ла-Консепсьон в это время становится площадью в центре, благодаря своей близости к Парку Лесама. Вокруг вокзала также строятся дома для среднего и высшего класса жителей города.

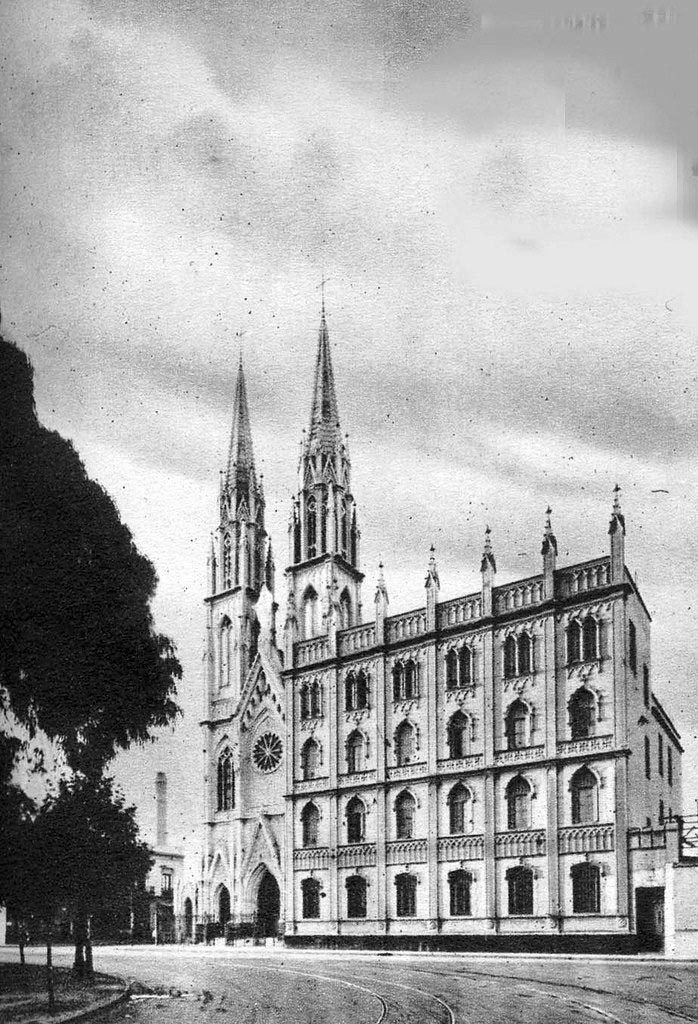
Собор La Iglesia del Inmaculado Corazón.

В период с 1904 по 1923 год в районе велась постройка собора los Misioneros del Corazón de María, а в 1923 году собор получил новое название Iglesia del Inmaculado Corazón de María, построенный в нео-готическом стиле с самыми потрясающими витражами, которые воссоздают сцены из жизни отца Кларе. Орган, изготовленный немецкой компанией Е. Ф. Walcker & Co., имеет две тысячи труб и 23 регистров, один из двух органов, принадлежащих Католической Церкви Буэнос-Айреса.
Упадок района Конститусьон, вероятно, начался со второй половины XX века, но в значительной мере пришёлся на конец 1970-х годов. В 1974 году расширение проспекта Авенида 9 де Хулио была завершено на границе с проспектом Авенида Касерос, что означало разрушение всех кварталов, которые были расположены между улицами Бернардо де Иригойена и Лима Эсте. Площадь потеряла былой облик, и там, где раньше были дома и магазины, сейчас раскинулся парк. В 1980 году было открыто шоссе 25 мая, для чего был построен виадук на бетонных колоннах ради чего были снесены несколько домов, расположенных в южных пригородах Буэнос-Айреса. На проспекте Авенида 9 де Хулио появилась транспортная развязка, которая определила облик площади и были снесены многие здания.
В конце 1980-х годов была завершена автодорога Autopista 9 de Julio Sur, другой виадук, который расположен между улицами Бернардо де Иригойен и Лима Эсте, занимая место где были снесены жилые кварталы десять лет назад. Таким образом, на пересечении магистралей расположена площадь района и мосты сокращающие район пополам и изолирующие его окрестности. Только Церковь Непорочного Сердца (Iglesia del Inmaculado Corazón) не была снесена и осталась одна в кольце автодорог.

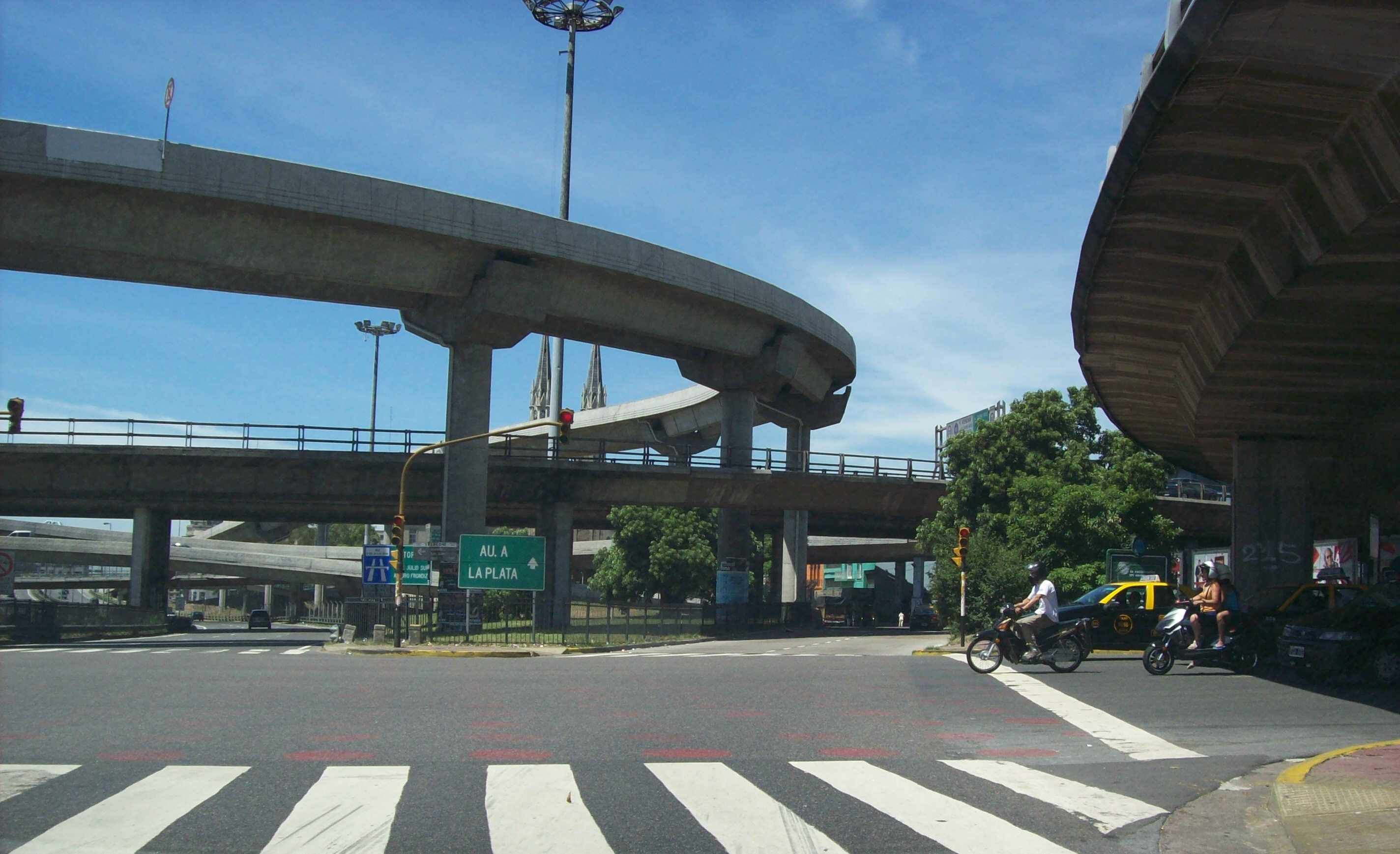
Узел автомобильных дорог и прилегающий район.

Район стал известен в последние двадцать лет, уличной преступностью и продажей наркотиков, красной зоной трансвеститов и проституток, которые за последние десять лет получили постоянную прописку благодаря коммуне доминиканцев, создавших сеть наркобизнеса из выходцев с Карибских островов. Однако квартал вокруг администрации района на Авениде Сан-Хуан, коренным образом изменился: были построены не только книжные магазины, кафе и рестораны, но и строится жилая недвижимость, улучшилась ситуация с общественным транспортом.